# Джергения, Светлана Ирадионовна
Светлана Ирадионовна Джергения (род. 1 октября 1950, Гагра, Абхазия) — абхазский политик, кандидат в вице-президенты на выборах президента Абхазии в 2011 году. Вдова первого президента Абхазии Владислава Ардзинбы.

## Биография
Родилась 1 октября 1950 года в г. Гагре, где с 1957 по 1967 годы училась в средней школе № 4.
С 1967 по 1972 годы обучалась на историческом факультете в Северо-Осетинском государственном университете им. К. Хетагурова в г. Орджоникидзе (Владикавказ), который окончила по специальности «преподаватель истории, обществоведения и английского языка», специалист по Османской империи XIX века.
С 1974 по 1977 годы обучалась в аспирантуре Института Востоковедения АН СССР (ныне РАН) по окончании которого с 1979 по 1989 годы работала младшим научным сотрудником Института международных экономических и политических отношений РАН.
В 2007 году баллотировалась в качестве кандидата в депутаты Народного Собрания Республики Абхазия.
С 2007 года по настоящее время работает старшим научным сотрудником отдела политологии Абхазского института гуманитарных исследований (АбИГИ).
После кончины 4 марта 2010 года супруга, первого президента Абхазии Владислава Ардзинбы, Светлана Джергения стала заниматься общественно-политической деятельностью.
На выборах президента Абхазии 26 августа 2011 году — кандидат в вице-президенты Абхазии. В паре с кандидатом в президенты Раулем Хаджимбой показали третий результат — 19,83 % голосов.
Объясняя решение баллотироваться в паре с оппозиционным кандидатом Хаджимбой, а не с близким к её семье премьер-министром Сергеем Шамбой, что было негативно воспринято частью родственников, Джергения указала, что сделала выбор прежде всего из политических, а не клановых соображений, что именно оппозиция правильно и своевременно реагировала на критические ситуации в Абхазии. «Я никому не запрещаю иметь своё мнение, но и у меня есть такое право».

## Семья
Вдова первого президента Абхазии — Владислава Ардзинбы. Имеет дочь Мадину.